# Collingwood (Ontario)
Collingwood es una ciudad en el condado de Simcoe, Ontario, Canadá. Geográficamente, está situado en la bahía de Nottawasaga en el extremo sur de la bahía de Georgia.

## Transporte
Collingwood es atravesada por la autopista 26, que se extiende a lo largo de la orilla de la bahía de Nottawasaga, y la carretera comarcal 124. La ciudad también es atravesada por un sendero de ferrocarril a lo largo de una línea de CN Rail anterior, conectando Collingwood a los pueblos de Owen Sound y Barrie, con un ramal hacia el norte a través del distrito de la ciudad central de negocios, a los elevadores de grandes granos en el muelle de la ciudad.
La ciudad de Collingwood puso en marcha una iniciativa de transporte público en el 2007.
Además Collingwood tiene a disposición un puerto, la ciudad es servida por el Aeropuerto Regional de Collingwood, un aeropuerto de tamaño medio situado a unos 7,4 km al sur de la ciudad.

## Población
La localidad de Collingwood tiene una población de 19,241 habitantes según datos del censo de 2011 de Canadá, tuvo un crecimiento de 11.3% en comparación con datos del 2006 en el cual tenía una población de  17,290 habitante.
| Población de Collingwood |
|                          |
| [ 2 ]                    |

## Ciudades hermanas
La ciudad cuenta con 3 ciudades hermanas.
- Katano, Prefectura de Osaka, Japón (1981).
- Boone, Carolina del Norte, Estados Unidos (1995).
- Zihuatanejo, Guerrero, México (2005).